# Teec Nos Pos
Teec Nos Pos é uma Região censo-designada localizada no estado americano de Arizona, no Condado de Apache.

## Demografia
Segundo o censo americano de 2000, a sua população era de 799 habitantes.

## Geografia
De acordo com o United States Census Bureau tem uma área de
36,9 km², dos quais 36,9 km² cobertos por terra e 0,0 km² cobertos por água. Teec Nos Pos localiza-se a aproximadamente 1589 m acima do nível do mar.

## Localidades na vizinhança
O diagrama seguinte representa as localidades num raio de 48 km ao redor de Teec Nos Pos.